# Diokéli
Diokéli est une localité et une commune rurale malienne, située dans le pays de la Niatiaga, chef-lieu l'arrondissement de Bamafélé, dans le cercle de Bafoulabé, région de Kayes.  

## Géographie
La localité de Diokéli est située à 16 km de Manantali du côté sud, plus de 60 km de Mahina du côté nord et une trentaine de kilomètres de Bambougou Diakhaba.

## Villages
La commune s'étend sur 18 localités relevées lors du recensement général de 2009. 
Les villages les plus peuplés sont :
- Diakaba (4 882 habitants) ;
- Sollo (1 076 habitants) ;
- Diokéli (1 024 habitants).

En 2023, la loi 2023-007 attribue à la commune 20 villages, fractions ou quartiers.

## Politique
| Année | Maire élu        | Parti politique |
| ----- | ---------------- | --------------- |
| 2004  | Sadia Kamssoko   | Adéma-Pasj      |
| 2009  | Mahamady Sissoko | Adéma-Pasj      |